# Arabia Saudyjska na Mistrzostwach Świata w Lekkoatletyce 2015
Arabia Saudyjska na Mistrzostwach Świata w Lekkoatletyce 2015 – reprezentacja Arabii Saudyjskiej podczas Mistrzostw Świata w Pekinie liczyła 3 zawodników, którzy nie zdobyli medalu.

## Występy reprezentantów Arabii Saudyjskiej

### Mężczyźni

#### Konkurencje biegowe
| Konkurencja   | Zawodnik             | Runda 1  | Runda 1   | Półfinał | Półfinał | Finał    | Finał   |
| Konkurencja   | Zawodnik             | Rezultat | Pozycja   | Rezultat | Pozycja  | Rezultat | Pozycja |
| ------------- | -------------------- | -------- | --------- | -------- | -------- | -------- | ------- |
| Bieg na 400 m | Yousef Ahmed Masrahi | 43,93    | 1. Q (AS) | 44,40    | 6. Q     | 45,15    | 8.      |
| Bieg na 800 m | Ali Al-Deraan        | 1:47,65  | 20. Q     | 1:48,71  | 21.      | NQ       | NQ      |

#### Konkurencje techniczne
| Konkurencja | Zawodnik              | Eliminacje | Eliminacje | Finał    | Finał   |
| Konkurencja | Zawodnik              | Rezultat   | Pozycja    | Rezultat | Pozycja |
| ----------- | --------------------- | ---------- | ---------- | -------- | ------- |
| Skok w dal  | Ahmed Fayez Al-Dosari | 7,63 m     | 25.        | NQ       | NQ      |